# Федеральний канцлер Австрії
Федеральний канцлер Австрії (нім. Bundeskanzler) — глава уряду в Австрії. Він координує роботу уряду і представляє політику уряду перед парламентом і громадськістю. Очолюючи керівну партію, він є політичним лідером парламентської фракції.
З 3 березня 2025 року посаду обіймає Крістіан Штокер.

## Призначення
Федерального канцлера призначає Федеральний президент Австрії. При цьому він бере до уваги думку більшості нижньої палати парламенту — Національрату.
Національна рада може винести вотум недовіри федеральному уряду або окремим федеральним міністрам, однак остаточне рішення про відставку уряду або міністрів ухвалює президент.

## Список Федеральних канцлерів Австрії

### Перша Республіка (1918—1938)
|  | №   | Фото | Прізвище | Роки життя | Повноваження | Партія               | Примітки |
|  | --- | ---- | --- | ---------- | ------------ | -------------------- | -------- |
|  |     |      | Федеральні канцлери Першої Республіки (1918—1938) |            |              |                      |          |
|  | 1   |      | Карл Реннер | 1870—1950  | 1918—1920    | SDAPÖ                |          |
|  | 2   |      | Міхаель Майр | 1864—1922  | 1920—1921    | CS                   |          |
|  | 3   |      | Іоганн Шобер | 1874—1932  | 1921—1922    | Державний службовець |          |
|  | 4   |      | Вальтер Брайскі | 1871—1944  | 1922         | Державний службовець |          |
|  | (3) |      | Іоганн Шобер | 1874—1932  | 1922         | Державний службовець |          |
|  | 5   |      | Ігнац Зайпель | 1876—1932  | 1922—1924    | CS                   |          |
|  | 6   |      | Рудольф Рамек | 1881—1941  | 1924—1926    | CS                   |          |
|  | (5) |      | Ігнац Зайпель | 1876—1932  | 1926—1929    | CS                   |          |
|  | 7   |      | Ернст Штреєрувіц | 1874—1952  | 1929         | CS                   |          |
|  | (3) |      | Іоганн Шобер | 1874—1932  | 1929—1930    | Державний службовець |          |
|  | 8   |      | Карл Вагуїн | 1873—1949  | 1930         | CS                   |          |
|  | 9   |      | Отто Ендер | 1875—1960  | 1930—1931    | CS                   |          |
|  | 10  |      | Карл Буреш | 1878—1936  | 1931—1932    | CS                   |          |
|  | 11  |      | Енгельберт Дольфус1) | 1892—1934  | 1932—1934    | CS/VF                |          |
|  | 12  |      | Курт Шушніг1) | 1897—1977  | 1934—1938    | VF                   |          |
|  | 13  |      | Артур Зейсс-Інкварт2) | 1892—1946  | 1938         | NSDAP                |          |
|  |     |      | 1) У 1933 демократичні інституції Австрії було скинуто й замінено недемократичними методами правління, так званим австрійсько-фашистським режимом, провідними діячами якого були Енгельберт Дольфус (Engelbert Dollfuß) і Курт Шушніг (Kurt Schuschnigg). 2) Під тиском націонал-соціалістичної Німеччини останній австрійський президент Вільгельм Міклас (Wilhelm Miklas) був змушений призначити канцлером Зейсс-Інкварта, чиїм єдиним завданням стало підготувати аншлюс. |            |              |                      |          |

### Друга республіка (з 1945)
|  | №   | Фото | Прізвище                                       | Роки життя | Повноваження | Партія    | Примітки |
|  | --- | ---- | ---------------------------------------------- | ---------- | ------------ | --------- | -------- |
|  |     |      | Федеральні канцлери Другої республіки (з 1945) |            |              |           |          |
|  | (1) |      | Карл Реннер                                    | 1870-1950  | 1945         | SDAPÖ/SPÖ |          |
|  | 14  |      | Леопольд Фігль                                 | 1902-1965  | 1945-1953    | ÖVP       |          |
|  | 15  |      | Юліус Рааб                                     | 1891-1964  | 1953-1961    | ÖVP       |          |
|  | 16  |      | Альфонс Горбах                                 | 1898-1972  | 1961-1964    | ÖVP       |          |
|  | 17  |      | Йозеф Клаус                                    | 1910-2001  | 1964-1970    | ÖVP       |          |
|  | 18  |      | Бруно Крайський                                | 1911-1990  | 1970-1983    | SPÖ       |          |
|  | 19  |      | Фред Зіновац                                   | 1929-2008  | 1983-1986    | SPÖ       |          |
|  | 20  |      | Франц Враницький                               | 1937-      | 1986-1997    | SPÖ       |          |
|  | 21  |      | Віктор Кліма                                   | 1947-      | 1997-2000    | SPÖ       |          |
|  | 22  |      | Вольфганг Шюссель                              | 1945-      | 2000 — 2007  | ÖVP       |          |
|  | 23  |      | Альфред Гузенбауер                             | 1960-      | 2007 — 2008  | SPÖ       |          |
|  | 24  |      | Вернер Файман                                  | 1960-      | 2008 — 2016  | SPÖ       |          |
|  | 25  |      | Крістіан Керн                                  | 1966-      | 2016-2017    | SPÖ       |          |
|  | 26  |      | Себастьян Курц                                 | 1986-      | 2017-2019    | ÖVP       |          |
|  | 27  |      | Брігітте Бірляйн                               | 1949-      | 2019-2020    | незалежна |          |
|  | 28  |      | Себастьян Курц                                 | 1986-      | 2020—2021    | ÖVP       |          |
|  | 29  |      | Александер Шалленберг                          | 1969-      | 2021         | ÖVP       |          |
|  | 30  |      | Карл Негаммер                                  | 1972-      | 2021—2025    | ÖVP       |          |
|  | 31  |      | Александер Шалленберг                          | 1969-      | 2025         | ÖVP       |          |
|  | 32  |      | Крістіан Штокер                                | 1960-      | 2025—        | ÖVP       |          |

- CS — Християнська соціалістична партія
- SDAPÖ — Соціал-демократична робітнича партія Австрії
- VF — Вітчизняний фронт (Vaterländische Front)
- NSDAP — Націонал-соціалістична німецька робітнича партія (Nationalsozialistische Deutsche Arbeiterpartei)
- SPÖ — Соціал-демократична партія Австрії
- ÖVP — Австрійська народна партія